# Madalena Joao
Madalena Joao (* 1. červenec 1983 v Brně) je česká zpěvačka, textařka, herečka a tanečnice známá především svou účastí v televizní soutěži Česko hledá SuperStar.

## Život
Dětství prožila v Brně a v Angole odkud pochází její otec. V Africe začala navštěvovat základní školu, kterou v České republice dokončila. V České republice vystudovala Střední zdravotnickou školu Brno. Od roku 2009 žije v Praze. Má staršího bratra Daniela (* 28. květen 1980 v Brně), který se rovněž věnuje hudbě jako rapper pod uměleckým jménem Pluto a který se zúčastnil druhé řady televizní reality show VyVolení.

## Tvorba
Se zpěvem začala ve svých šestnácti letech. Zpočátku vystupovala s repertoárem převzatým od světových zpěvaček (Mariah Carey, Céline Dion, Lauryn Hill, Whitney Houston a dalších). Po skončení svého účinkování v televizní soutěži Rozjezdy pro hvězdy navštěvovala téměř sedm let hodiny zpěvu na Konzervatoři Brno. Zpívá česky, anglicky a portugalsky.
V roce 2001 vydala jako duo Patrick & Magee u firmy Sony Music Bonton album 2.0.0.1 spolu s rapperem Patrikem Semlbauerem, který je známý jako automobilový závodník. Videoklip k pilotnímu singlu My! bodoval několik týdnů v televizní hitparádě Eso. V roce 2008 vydala jako Maddy u firmy Observatory Media singl Every Day. V roce 2009 vydala jako duo Pluto & Madalena u firmy Fever Music album Destino spolu se svým bratrem Danielem. Její nové autorské album Cantora vyjde u firmy Zoretti a bude pokřtěno v roce 2012.

## Televize
V roce 2000 na sebe poprvé upozornila na obrazovkách TV Nova s písní Whitney Houston I Will Always Love You v soutěžním pořadu pro začínající zpěváky a zpěvačky Rozjezdy pro hvězdy, v němž dvakrát zvítězila a dostala se do finále. Vystupovala i v pořadech Barvál (ČT1), Filmový festivál (ČT1), Hogo Fogo (TV Nova), Nedošli do finále (TV Nova), Prásk (TV Nova), Tyjátr (TV Nova), Zlatý kanár (ČT2) a dalších.

### Česko hledá SuperStar 2004
V roce 2004 se zúčastnila první řady pěvecké soutěže Česko hledá SuperStar, v níž se probojovala mezi čtyřicet nejlepších soutěžících.

## Divadlo
V době svého účinkování v soutěži Česko hledá SuperStar úspěšně zvládla konkurz do muzikálu Hair, který se hrál několik měsíců v Městském divadle Brno.

## Spolupráce
Dlouhodobě úzce spolupracuje s Dětským fondem UNICEF při Organizaci spojených národů. Kromě toho spolupracuje na nejrůznějších projektech s celou řadou dalších umělců.

## Diskografie

### Singly
- Every Day (2008, Observatory Media)

1. Every Day [Single Edit] (3:40)
2. Every Day [Tomi Tee Progressive Short Mix] (3:31)
3. Every Day [Tomi Tee Progressive Club Mix] (5:31)
4. Every Day [DJ Piere Groove House Remix] (4:45)

### Alba
- 2.0.0.1 (2001, Sony Music Bonton)

1. Smutnej rytmus (3:24)
2. My! (5:07)
3. Tady a teď (3:40)
4. Mea vita (4:44)
5. Nobody.cz (3:40)
6. Měsíční (4:47)
7. Dem=zewl (0:10)
8. 2.0.0.1 (3:27)
9. Internacionála Patrick (1:15)
10. Internacionála MY Attical P (1:15)
11. Internacionála Rylow Williams (1:15)
12. Internacionála Buppy (1:15)
13. Internacionála D. (1:42)
14. Díky (3:33)
15. www.joecartoon.com (0:34)
16. Další den (3:31)
17. Nashledanou (2:39)

- Destino (2009, Fever Music)

1. Destino (4:44)
2. Look At Me (3:47)
3. Second Home (3:54)
4. November (4:09)
5. First Time (3:50)
6. Keep It On! (3:17)
7. Osud (3:47)
8. My Heart (3:47)
9. Voz Da Natureza (3:41)
10. Jedenkrát (4:04)
11. One Love (4:13)
12. Amor (4:13)
13. Neboj se nic (4:26)
14. Look At Me [Remix] (3:31)
15. Děkujem (4:01)

### Videoklipy
- Dej mi křídla feat. Chorus Citrus, Pluto
- Děkujem
- I Will Always Love You
- Měsíční
- My!
- One Love
- Second Home